# La la la la la
La la la la la è un singolo del rapper italiano Dani Faiv, pubblicato il 21 dicembre 2017 come secondo estratto dal secondo album in studio Fruit Joint.

## Descrizione
Prodotto da Tha Supreme, il brano è stato realizzato con la partecipazione vocale di Lexotan.

## Tracce
1. La la la la la (feat. Lexotan) – 2:44